# Реакції перегрупування
Реакції перегрупування (молекулярні перегрупування) — хімічні реакції, в результаті яких відбувається зміна взаємного розташування атомів у молекулі унаслідок переміщення мігруючої групи від одного атома до іншого із розривом та утворенням σ-зв'язків.

## Огляд
Внутрі- або міжмолекулярні перетворення, що перебігають
всупереч принципові найменших структурних змін у хімічних
реакціях, тобто відбуваються зі зміною положень атомів чи
атомних груп у скелеті, кратних зв'язків, зміною їх кратності, але йдуть зі збереженням складу й молекулярної маси сполук, хоча можуть супроводитися відщепленням або приєднанням
на кінцевих стадіях окремих груп чи атомів.
Атом А називають початковим місцем міграції, атом В — кінцевим місцем міграції, причому атоми А і В можуть бути як безпосередньо зв'язані один з одним, так і розділені проміжними групами (напр. -CH2-). Мігруюча група може бути як одноатомною (H, Br тощо), так і багатоатомною (напр. Alk, Ar).
Зміна взаємного положення атомів у молекулі без розриву хімічних зв'язків (наприклад при взаємоперетвореннях конформерів) не є молекулярним перегрупуванням.
Реакції перегрупування можуть здійснюватися зі збереженням атомного складу молекули (ізомеризація) або з його зміною. Перегрупування, в результаті яких молекула переходить сама в себе називаються виродженими.

## Класифікація перегрупувань
Молекулярні перегрупування поділяються на:
- внутрішньомолекулярні — коли мігруюча група переходить від одного атома до іншого в одній і тій же молекулі
- міжмолекулярні — коли мігруюча група атомів (чи атом) повністю відділяється від молекули і може приєднуватися до іншої такої ж молекули.[1]

Як зазначалося, реакція перегрупування супроводжується розривом σ-зв'язку. Залежно від типу частинки, що при цьому утворюється, перегрупування поділяються на:
- Аніонотропні чи нуклеофільні — електронна пара зв'язку, що розривається відходить до мігруючої групи із утворенням карбаніона, який переміщується до електронодефіцитного центру (напр. перегрупування Гофмана, перегрупування Вольфа).

- Радикальні — Електронна пара розривається із утворенням двох радикалів, мігрує група із одним неспареним електроном (радикала) (напр. ди-π-метанове перегрупування)

- Катіонотропні чи нуклеофільні — електронна пара залишається на початковому місці міграції, утворюється мігруюча група із вакантною молекулярною орбіталлю (Карбокатіон), яка рухається до центру з надлишковою електронною густиною. (напр. перегрупування Вольфа, перегрупування Стівенса)

- Прототропні — при перегрупуванні мігрує йон Гідрогену (напр. перегрупування Фаворського)[2]

Під час внутрішньомолекулярного перегрупування мігруюча група W весь час зберігає зв'язок із початковим та кінцевим місцем міграції. При цьому циклічний перехідний стан може бути як неароматичним, так і ароматичним за Гюккелем чи Мьобіусом.
Якщо перехідний стан перегрупування ароматичний, то перегрупування належить до перициклічних реакцій і називається сигматропним зсувом. Переважна більшість перегрупувань в органічній хімії є сигматропними зсувами. Згідно з номенклатурою Вудворда-Гофмана сигматропний зсув порядку [i, j] визначається як міграція σ-зв'язку, прилеглого до однієї чи кількох спряжених π-систем на нове місце, віддалене від початкового положення зв'язку на (i-1) та (j-1) атомів.
Бічноскелетне перегрупування — перегрупування, що відбувається в бічному ланцюзі ароматичного або гетероароматичного циклів, електронний вплив яких істотно позначається на перебігові процесу.
Вироджене перегрупування (англ. degenerate rearrangement,[automerization, permutational isomerism, isodynamic transformation, topomerization]) — молекулярне перегрупування, в якому продукт реакції за
хімічним складом і структурою не відрізняється від реактанту, але може визначатися за допомогою динамічної ЯМР-спектроскопії або ж ізотопної мітки. Протікає як внутрі-, так i міжмолекулярно.